# Seznam kulturních památek v Líšťanech (okres Plzeň-sever)
Tento seznam nemovitých kulturních památek v obci Líšťany v okrese Plzeň-sever vychází z  Ústředního seznamu kulturních památek ČR, který na základě zákona č. 20/1987 Sb., o státní památkové péči, vede Národní památkový ústav jako ústřední organizace státní památkové péče. Údaje jsou průběžně upřesňovány, přesto mohou obsahovat i řadu věcných a formálních chyb a nepřesností či být neaktuální. 
Pokud byly některé části dotčeného území vyčleněny do samostatných seznamů, měly by být odkazy na tyto dílčí seznamy uvedeny v úvodu tohoto seznamu nebo v úvodu příslušné sekce seznamu.

## Líšťany
|  | Kategorie „Column shrine at the road to Hunčice (Líšťany, Plzeň-North District) “ na Wikimedia Commons | Hledat fotografie a kategorie ve Wikimedia Commons podle rejstříkového čísla památky | Nahrát snímek k tomuto tématu do úložiště Wikimedia Commons |  |

|  | Kategorie „Chapel at the road to Hunčice (Líšťany, Plzeň-North District) “ na Wikimedia Commons | Hledat fotografie a kategorie ve Wikimedia Commons podle rejstříkového čísla památky | Nahrát snímek k tomuto tématu do úložiště Wikimedia Commons |  |

|  | Kategorie „Líšťany (castle) “ na Wikimedia Commons | Hledat fotografie a kategorie ve Wikimedia Commons podle rejstříkového čísla památky | Nahrát snímek k tomuto tématu do úložiště Wikimedia Commons |  |

|  | Kategorie „Statue of John of Nepomuk in Líšťany (Plzeň-North District) “ na Wikimedia Commons | Hledat fotografie a kategorie ve Wikimedia Commons podle rejstříkového čísla památky | Nahrát snímek k tomuto tématu do úložiště Wikimedia Commons |  |

|  | Kategorie „Wayside cross in Líšťany (Plzeň-North District) “ na Wikimedia Commons | Hledat fotografie a kategorie ve Wikimedia Commons podle rejstříkového čísla památky | Nahrát snímek k tomuto tématu do úložiště Wikimedia Commons |  |

|  | Kategorie „Church of Saints Peter and Paul (Líšťany) “ na Wikimedia Commons | Hledat fotografie a kategorie ve Wikimedia Commons podle rejstříkového čísla památky | Nahrát snímek k tomuto tématu do úložiště Wikimedia Commons |  |

|  | Kategorie „Column shrine in Líšťany (Plzeň-North District) “ na Wikimedia Commons | Hledat fotografie a kategorie ve Wikimedia Commons podle rejstříkového čísla památky | Nahrát snímek k tomuto tématu do úložiště Wikimedia Commons |  |

|  | Kategorie „Mohylník Hůrka (Líšťany) “ na Wikimedia Commons | Hledat fotografie a kategorie ve Wikimedia Commons podle rejstříkového čísla památky | Nahrát snímek k tomuto tématu do úložiště Wikimedia Commons |  |

## Náklov
| Památka                     | Fotografie        | Rejstříkové číslo v ÚSKP                                                             | Sídelní útvar                                               | Poloha                                                                    | Popis a poznámky |
| --------------------------- | ----------------- | ------------------------------------------------------------------------------------ | ----------------------------------------------------------- | ------------------------------------------------------------------------- | --- |
| Usedlost čp. 11 (Q33254177) | \| \| \| \| \| \| | 17107/4-1375 Pam. katalog MIS                                                        | Náklov                                                      | Náklov 11, rozcestí Náklov - Lišťany 49°50′5,5″ s. š., 13°10′11,46″ v. d. | Venkovská usedlost. Podélné roubené stavení s lomenicí, stodola a novodobě upravený obytný dům. Podél silnice stojí přízemní roubený srub, krytý sedlovou střechou s eternitem, dřevěné štíty jsou svisle bedněné. Ze dvora odleva vchod do komory s trámovým stropem, vlevo schody na půdu, další vchod do stáje, trámový strop, další část upravená na garáž, cihlová přepážka a plechový strop, zcela vpravo prasečník, trámový strop. Nad upravenou garáží střešní vikýř s pultovou stříškou. Na protější zadní straně dvora obytné stavení, upravené po válce novými majiteli, vpravo stodola, kolem roku 1935, oboje bez památkové hodnoty. Za stodolou pokračuje ohradní zeď z lomového kamene. Památkově chráněno od 17. února 1964. |
|                             |                   | Hledat fotografie a kategorie ve Wikimedia Commons podle rejstříkového čísla památky | Nahrát snímek k tomuto tématu do úložiště Wikimedia Commons |                                                                           | |

## Hunčice
|  |  | Hledat fotografie a kategorie ve Wikimedia Commons podle rejstříkového čísla památky | Nahrát snímek k tomuto tématu do úložiště Wikimedia Commons |  |

|  | Kategorie „Frumštejn “ na Wikimedia Commons | Hledat fotografie a kategorie ve Wikimedia Commons podle rejstříkového čísla památky | Nahrát snímek k tomuto tématu do úložiště Wikimedia Commons |  |

|  |  | Hledat fotografie a kategorie ve Wikimedia Commons podle rejstříkového čísla památky | Nahrát snímek k tomuto tématu do úložiště Wikimedia Commons |  |

## Písek
| Památka             | Fotografie        | Rejstříkové číslo v ÚSKP                                                             | Sídelní útvar                                               | Poloha                                                    | Popis a poznámky |
| ------------------- | ----------------- | ------------------------------------------------------------------------------------ | ----------------------------------------------------------- | --------------------------------------------------------- | --- |
| Zvonice (Q38089730) | \| \| \| \| \| \| | 21913/4-1366 Pam. katalog MIS                                                        | Písek                                                       | u čp. 6, pp. 836/4 49°48′37,11″ s. š., 13°11′15,46″ v. d. | Replika původní zvoničky, prosté lidové práce z 19. století. Původní zřejmě zbořena bez souhlasu a sejmutí památkové ochrany. Dřevěná jednoduchá vidlová zvonička, jejíž nosný trám byl podpírán kulatými trámky, repliky již podpírán není. Hlavní část tvoří dva rozdvojené trámce, mezi nimiž je zavěšen zvonek, nesoucí kuželovitou oplechovanou stříšku vrcholící vysokým latinským křížem. Památkově chráněno od 17. února 1964. |
|                     |                   | Hledat fotografie a kategorie ve Wikimedia Commons podle rejstříkového čísla památky | Nahrát snímek k tomuto tématu do úložiště Wikimedia Commons |                                                           | |

## Lipno
|  | Kategorie „Statue of Saint Barbara in Lipno (Líšťany) “ na Wikimedia Commons | Hledat fotografie a kategorie ve Wikimedia Commons podle rejstříkového čísla památky | Nahrát snímek k tomuto tématu do úložiště Wikimedia Commons |  |

|  |  | Hledat fotografie a kategorie ve Wikimedia Commons podle rejstříkového čísla památky | Nahrát snímek k tomuto tématu do úložiště Wikimedia Commons |  |

## Třebobuz
| Památka                         | Fotografie        | Rejstříkové číslo v ÚSKP                                                             | Sídelní útvar                                               | Poloha                                                                                            | Popis a poznámky |
| ------------------------------- | ----------------- | ------------------------------------------------------------------------------------ | ----------------------------------------------------------- | ------------------------------------------------------------------------------------------------- | --- |
| Výklenková kaplička (Q38145973) | \| \| \| \| \| \| | 39397/4-1592 Pam. katalog MIS                                                        | Třebobuz                                                    | severně od osady, na křižovatce k Luhovu a Líšťanům, pp. 429 49°49′7,57″ s. š., 13°9′28,06″ v. d. | Při rozcestí stojí omítaná hranolová výklenková kaplička s rozšířeným soklem a trojúhelným štítem s kovovým latinským křížkem ve vrcholu, zděná z lomového zdiva a z cihel. V nice zrestaurovaný reliéf ukřižovaného Krista. V minulosti byl reliéf ve velmi špatném stavu, původně polychromovaný. Nika uzavřena novodobým dřevěným rámem s jednokřídlou nečleněnou prosklenou výplní v líci. Památkově chráněno od 20. února 1964. |
|                                 |                   | Hledat fotografie a kategorie ve Wikimedia Commons podle rejstříkového čísla památky | Nahrát snímek k tomuto tématu do úložiště Wikimedia Commons |                                                                                                   | |

## Luhov
|  | Kategorie „Zámek Luhov “ na Wikimedia Commons | Hledat fotografie a kategorie ve Wikimedia Commons podle rejstříkového čísla památky | Nahrát snímek k tomuto tématu do úložiště Wikimedia Commons |  |

|  |  | Hledat fotografie a kategorie ve Wikimedia Commons podle rejstříkového čísla památky | Nahrát snímek k tomuto tématu do úložiště Wikimedia Commons |  |